# Jan Miense Molenaer
Pour les articles homonymes, voir Molenaer.
Jan Miense Molenaer né entre 1609 et 1610 à Haarlem (Pays-Bas) et mort dans la même ville en 1668 est un peintre baroque néerlandais (Provinces-Unies) du siècle d’or.
Il est connu surtout pour ses scènes de genre. Il est l’époux de la femme peintre Judith Leyster.

## Biographie
Jan Miense Molenaer est né à Haarlem entre 1609 et 1610. Il est formé à la peinture dans l’atelier de Frans Hals, en même temps qu'Adriaen Brouwer et Adriaen van Ostade.
Le 1er juin 1636, il épouse la peintre Judith Leyster. La même année, le couple part s’établir à Amsterdam, où ils auront quatre enfants : Johannes (1637), Jacobus (1639), Helena (1643) et Eva (1646).
En 1648, ils viennent s’installer à Haarlem, où devait naître, en 1650, leur cinquième et dernier enfant : Constantijn. Jan Miense Molenaer ouvre un atelier dans lequel il emploie quelques apprentis. Il est également actif comme marchand d’œuvres d’art et dans l’immobilier — à Heemstede, le couple possédait une ferme qui valait 8 200 florins.
En 1659, Molenaer et sa femme tombent l’un et l’autre malades. Jan Miense Molenaer guérit, mais Judith Leyster meurt trois mois plus tard. Avant la mort de Leyster, ils avaient fait figurer la ferme qu’ils possédaient dans leur testament.
Molenaer meurt en 1668 à Haarlem, où il est inhumé le 19 septembre.

## Œuvre
Le style pictural de Jan Miense Molenaer et de sa femme Judith Leyster se confondent souvent, de sorte qu’il est parfois difficile de distinguer leurs œuvres.
À ses débuts, Molenaer peint dans un style influencé par Frans Hals, mais il évolue par la suite vers une manière plus proche de celle d’un Adriaen van Ostade.
Molenaer réalise surtout des scènes de genre, des portraits, et quelques tableaux à sujets religieux. Ses peintures de genre représentent souvent des musiciens, comme c’est le cas des Musiciens (musée des Beaux-Arts de Budapest), du Duo (Seattle Art Museum), ou d’Une famille de musiciens (Haarlem, musée Frans-Hals), ou encore des scènes de tavernes et de jeu (La Main chaude). Molenaer s’est également plu à situer des scènes bibliques dans des décors de son temps, par exemple le Reniement de saint Pierre transposé dans le cadre d’une taverne néerlandaise (musée des Beaux-Arts de Budapest).

### Œuvres dans les collections publiques
- Amsterdam, Rijksmuseum : La Joueuse de virginal, 1630-1640, huile sur panneau, 38 × 29 cm.
- Berlin, Gemäldegalerie : L'Atelier de l'artiste, 1631, huile sur toile, 91 × 127 cm[4].
- Douai, musée de La Chartreuse : Enfants jouant avec un chat[5].
- Florence, galerie des Offices : L'Auberge, vers 1640, huile sur bois, 69 × 112 cm[6].
- Haarlem, musée Frans-Hals : Une Famille de musiciens, vers 1635, huile sur panneau, 62 × 81 cm[7].  Garçon tenant une pipe et une chope, vers  1627-1628[8]
- Paris, musée du Louvre : Scène pastorale : Granida et Daifilo ?, 1632[9].

Œuvres de Jan Miense Molenaer
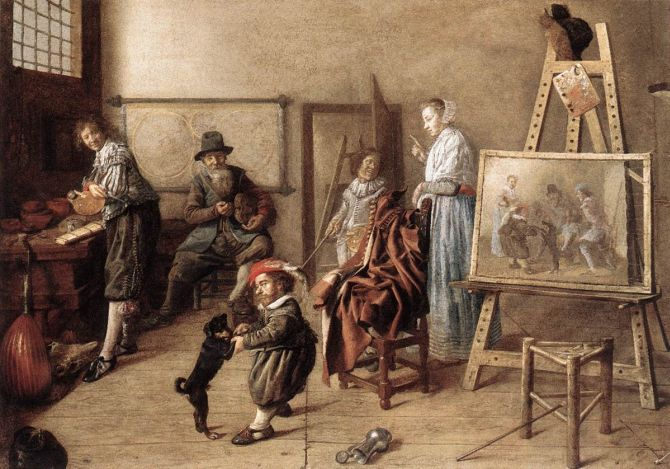
L'Atelier de l'artiste, 1631, Berlin, Gemäldegalerie.
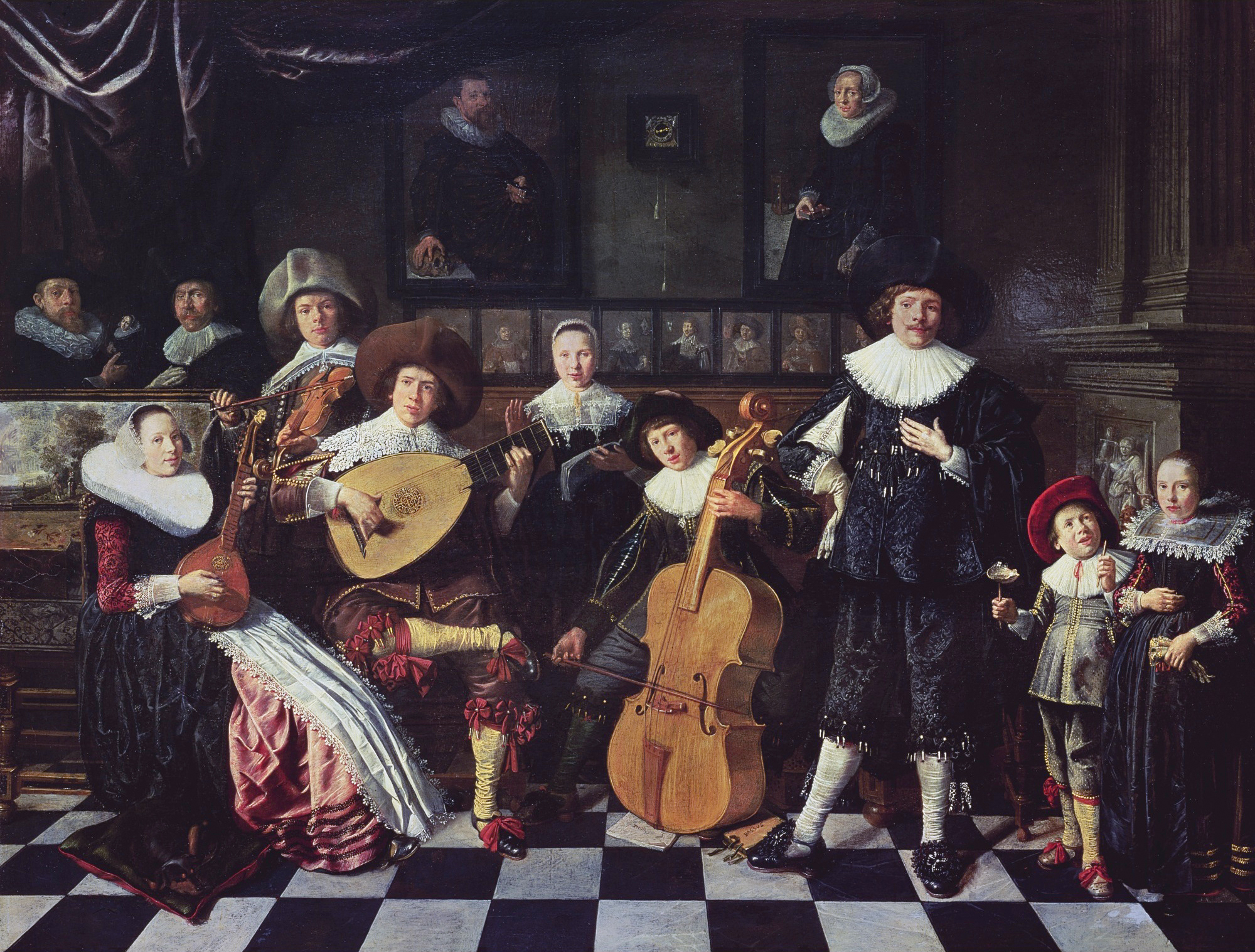
Une famille de musiciens, vers 1635, Haarlem, musée Frans-Hals.
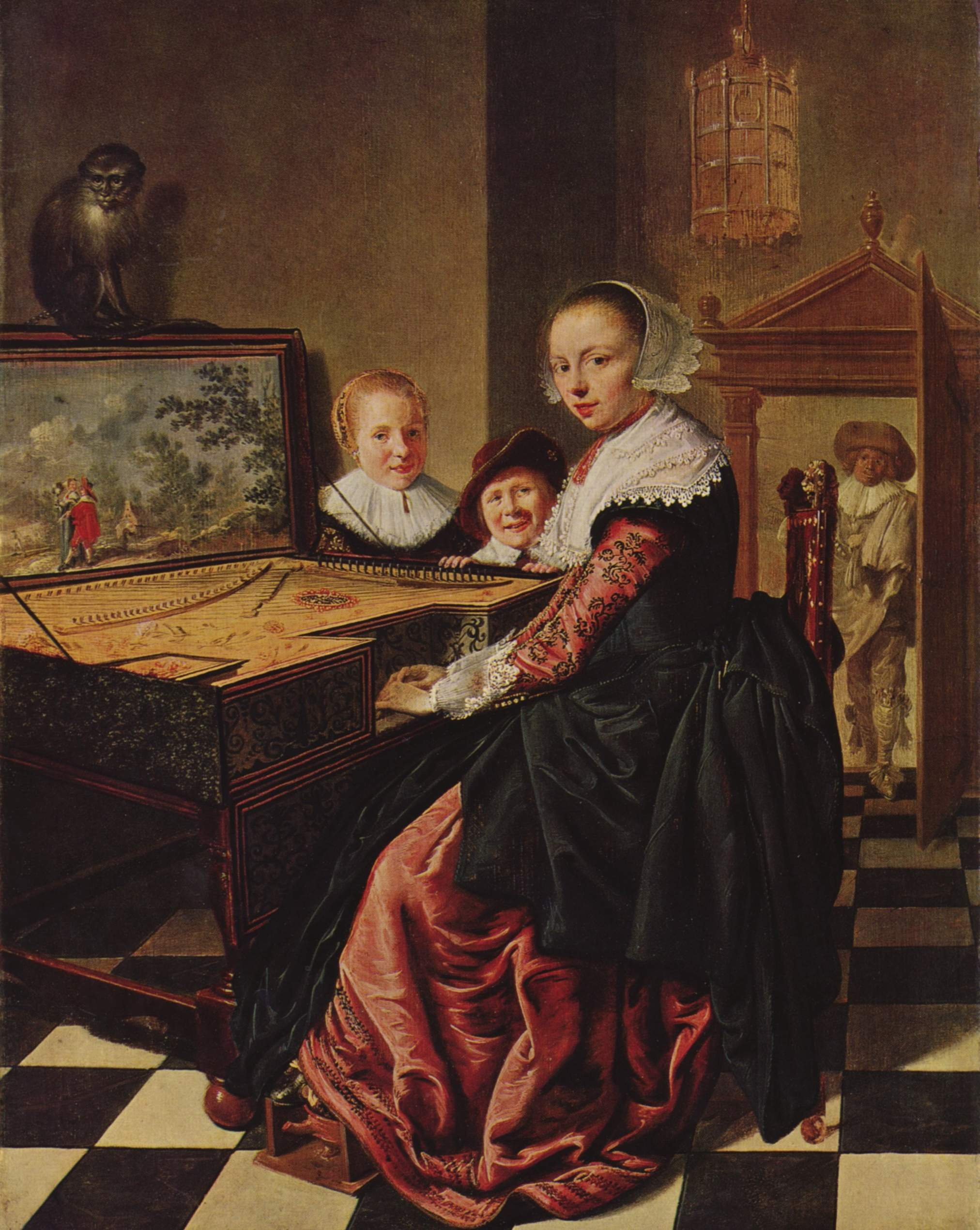
La Joueuse de virginal, 1630-1640, Amsterdam, Rijksmuseum.
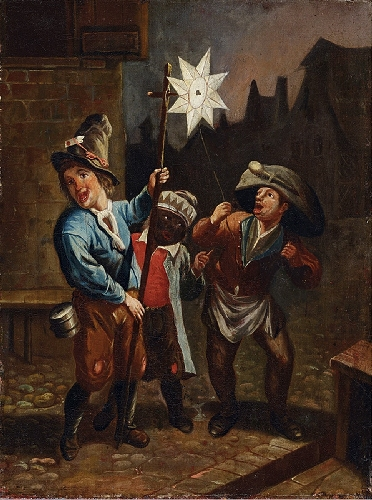
Le mois de Janvier, ou Les chanteurs à l'étoile.